# Patrick Tuipulotu
Patrick Tuipulotu (Auckland, 23 gennaio 1993) è un rugbista a 15 neozelandese che gioca come seconda linea per Auckland nel National Provincial Championship e per i Blues in Super Rugby.

## Biografia
Tuipulotu fece il suo esordio professionistico con la maglia di Auckland in una partita contro North Harbour valida per il National Provincial Championship del 2013. Grazie alle sue prestazioni nella competizione ottenne un contratto con i Blues per il Super Rugby 2014, torneo nel quale disputò tredici incontri conditi da due mete. Fu confermato nella rosa della franchigia di Auckland anche per la stagione successiva, ma disputò solo metà del Super Rugby 2015, in quanto decise di sottoporsi ad una doppia operazione all'anca per risolvere dei problemi di mobilità dovuti allo sviluppo corporeo. L'intervento chirurgico lo tenne fuori dai campi da gioco per otto mesi. Il suo ritorno all'attività agonistica avvenne nel primo turno del Super Rugby 2016, torneo che disputò per intero, tranne per tre partite nel mese di aprile saltate a causa di una frattura alla mano rimediata nell'incontro con i Jaguares.
A livello internazionale Tuipulotu fece parte della squadra neozelandese che partecipò al Campionato mondiale giovanile di rugby 2013. Il 12 maggio 2014 fu convocato dal coach degli All Blacks Steve Hansen per un training camp; guadagnò, successivamente, la sua prima presenza con la nazionale della Nuova Zelanda, il 14 giugno 2014, subentrando dalla panchina nell'incontro con l'Inghilterra durante il tour di quest'ultima, del quale giocò due partite. Disputò poi, lo stesso anno, un match contro il Sudafrica valido per il The Rugby Championship 2014 e una partita per la Bledisloe Cup, sempre entrando in campo dalla panchina. Convocato per il Tour della Nazionale di rugby a 15 della Nuova Zelanda 2014 giocò contro USA (prima presenza da titolare con gli All Blacks e prima meta), Inghilterra e Galles. A causa della doppia operazione all'anca che dovette sostenere fu indisponibile per tutta l'attività internazionale del 2015 perdendo anche la possibilità di partecipare alla Coppa del Mondo di rugby 2015. Il suo ritorno con la maglia dei tuttineri avvenne durante il tour del Galles in Nuova Zelanda, dove giocò due incontri dei tre previsti. Il 1º ottobre 2016 riottenne la maglia da titolare nella sfida contro l'Argentina valida per il The Rugby Championship 2016.

## Palmarès
- Super Rugby: 1
Blues: 2024
- National Provincial Championship: 1
Auckland : 2018
- Super Rugby Trans-Tasman: 1
Blues: 2021